# Негошув
Негошув (пол. Niegoszów, нім. Nitschendorf) — село в Польщі, у гміні Свідниця Свідницького повіту Нижньосілезького воєводства.
Населення — 130 осіб (2011).
У 1975-1998 роках село належало до Валбжиського воєводства.

## Демографія
Демографічна структура станом на 31 березня 2011 року:
|          | Загалом | Допрацездатний вік | Працездатний вік | Постпрацездатний вік |
| -------- | ------- | ------------------ | ---------------- | -------------------- |
| Чоловіки | 62      | 11                 | 48               | 3                    |
| Жінки    | 68      | 19                 | 39               | 10                   |
| Разом    | 130     | 30                 | 87               | 13                   |